# Церковь Святой Троицы (Антарктика)
Церковь Святой Троицы — православный храм на острове Ватерлоо (Южные Шетландские острова) в Антарктике, неподалёку от российской полярной станции Беллинсгаузен. Церковь имеет высоту 15 м и вмещает до 30 человек. Сейчас храм является патриаршим подворьем Троице-Сергиевой лавры.

## Строительство
Идея создать постоянный храм в Антарктике появилась в 1990-х годах у начальника Российской антарктической экспедиции (РАЭ) Валерия Лукина, капитана женской полярной команды «Метелица» Валентины Кузнецовой и Патриарха Алексия II. Эту идею активно поддержал руководитель антарктической авиакомпании Пётр Задиров. Тогда же был создан фонд «Храм Антарктиде», получивший благословение Патриарха Алексия II. Организованный фондом всероссийский конкурс выиграл проект барнаульского архитектора Светланы Густавовны Рыбак, работающей в «Творческой мастерской П. И. Анисифорова». Директор мастерской Пётр Анисифоров организовал и возглавил работу творческого коллектива. Конструктором в авторский коллектив был приглашён Александр Борисович Шмидт.
Место расположения будущего храма было освящено 20 января 2002 года.
Храм был срублен бригадой плотников из Горно-Алтайска под руководством Кирилла Владиславовича Хромова на Алтае в селе Кызыл-Озек из древесины кедра и лиственницы, выросших на берегах Телецкого озера. Зданию храма дали «отстояться» почти год, затем разобрали, перевезли на грузовиках в Калининград, а оттуда на судне «Академик Сергей Вавилов» в Антарктиду, где его вновь собрала бригада из восьми человек за 60 дней. Иконы для иконостаса были выполнены дмитровскими иконописцами под руководством Валерия Ивановича Гришанова. Возле церкви построен жилой домик для священнослужителей.
Храм был освящён во имя Святой Троицы 15 февраля 2004 года наместником Свято-Троицкой Сергиевой лавры, епископом Сергиево-Посадским Феогностом, в присутствии многочисленного духовенства, паломников и спонсоров, прибывших специальным авиарейсом из ближайшего города, чилийского Пунта-Аренаса.

## Работа храма

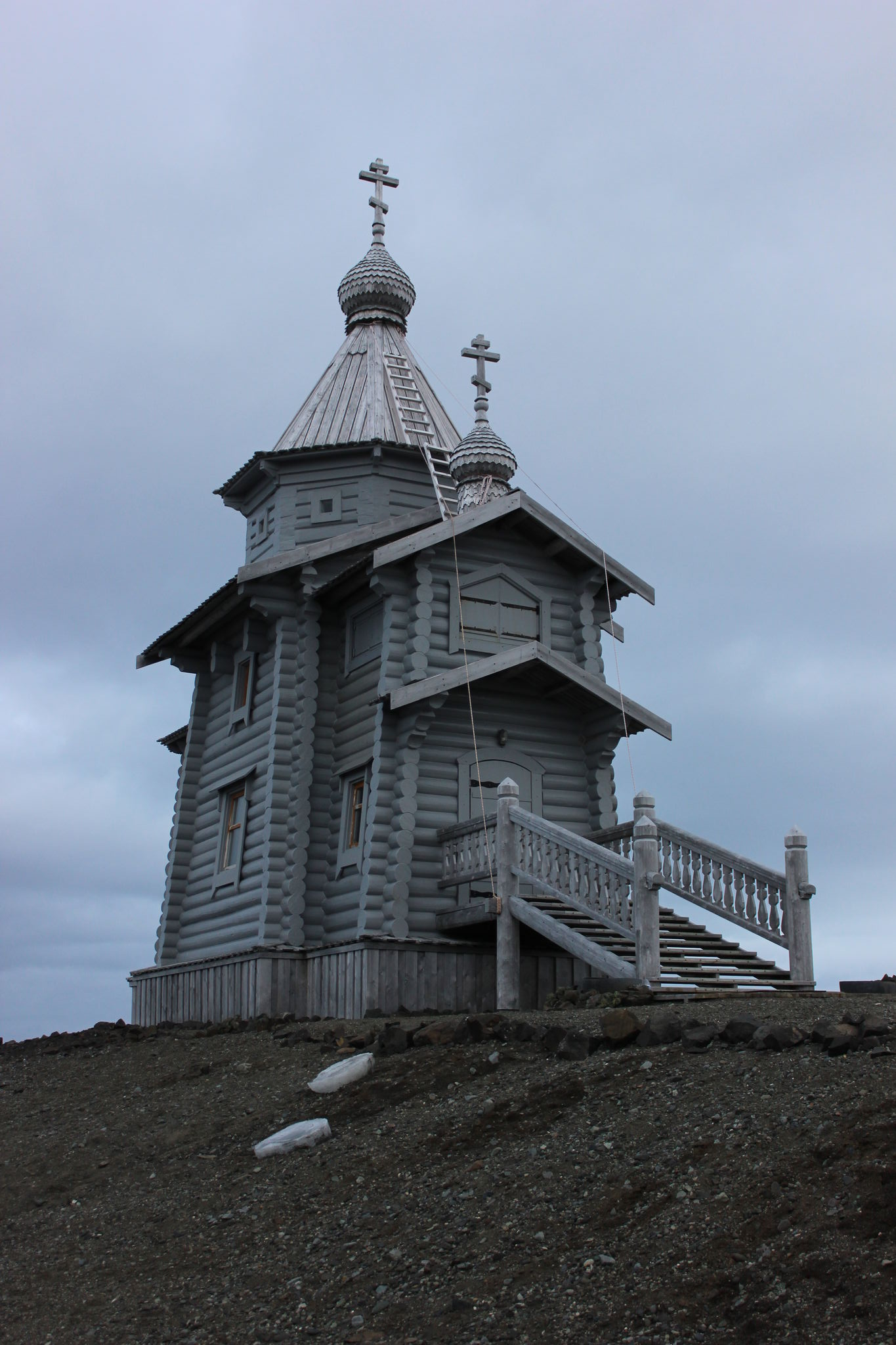
Внешний вид церкви.

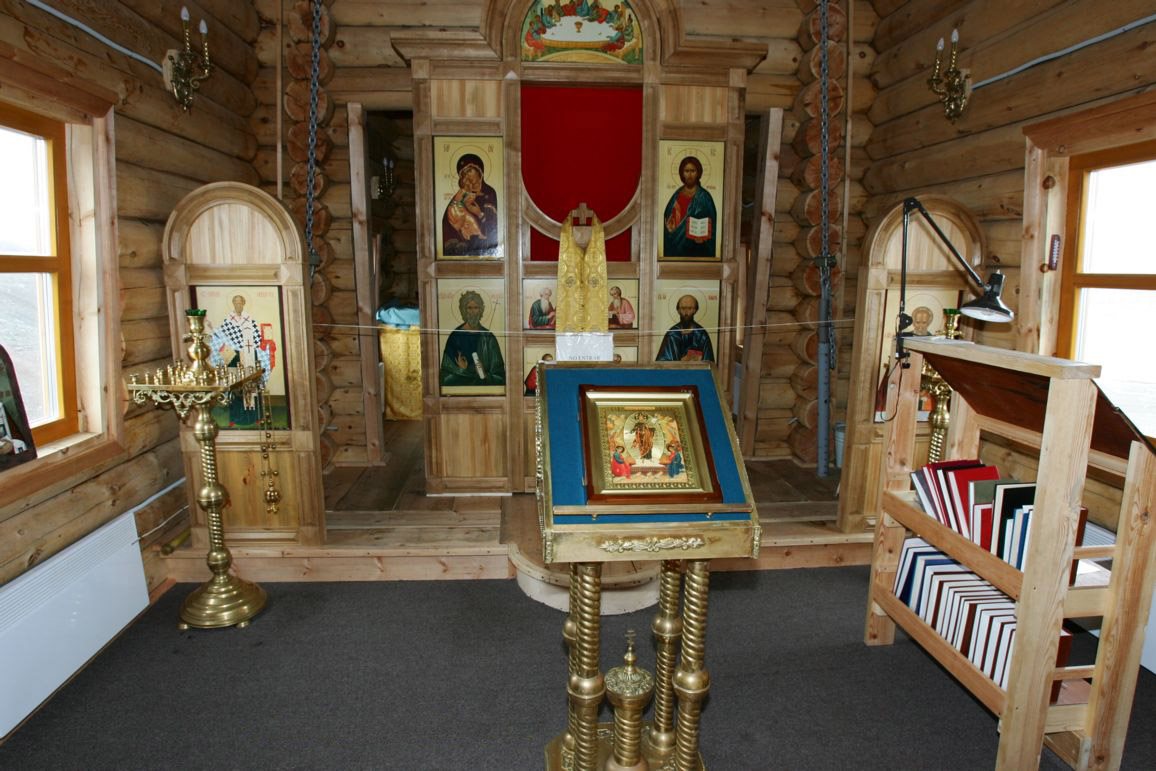
Внутреннее убранство церкви в 2005 году

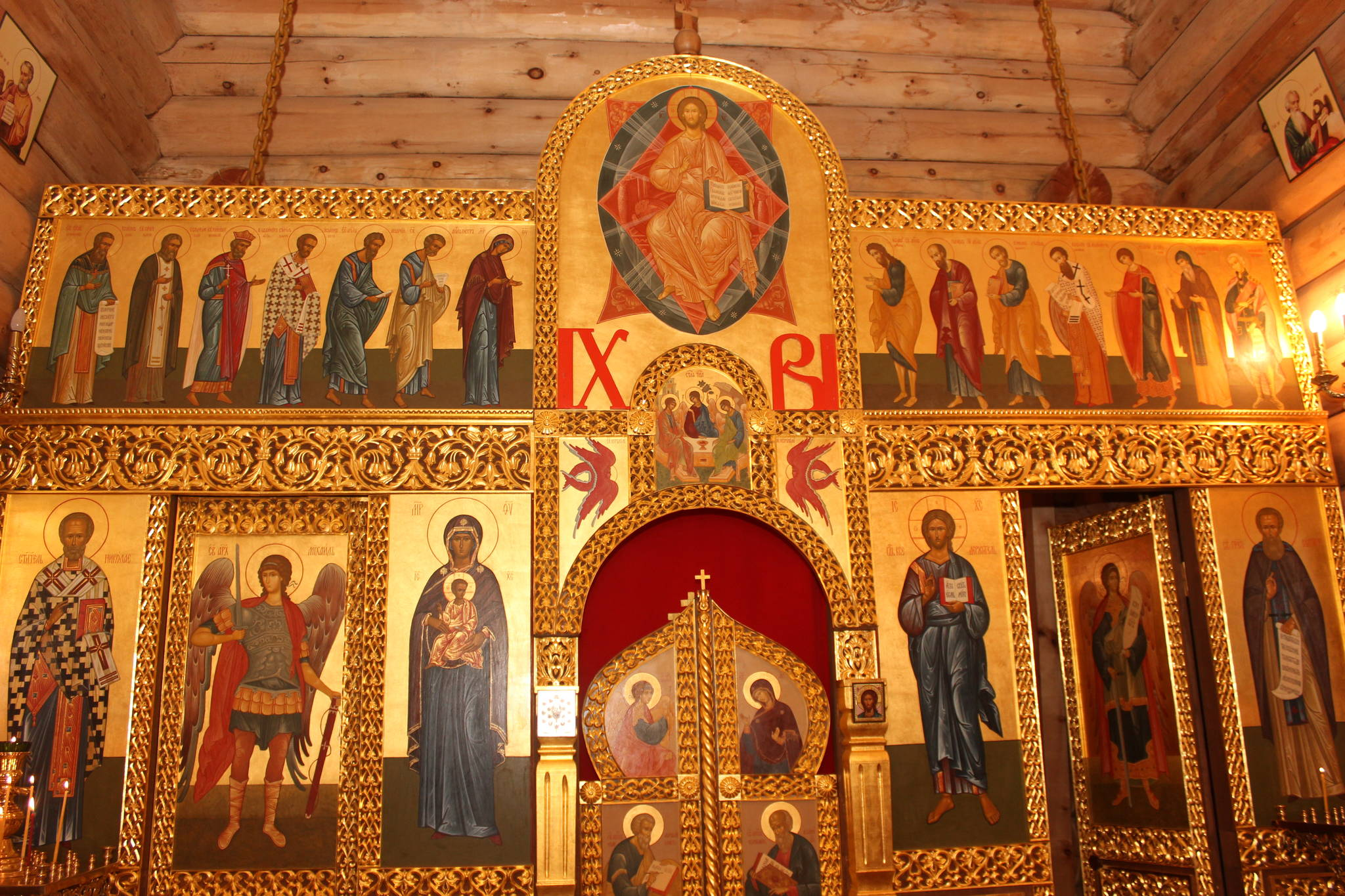
Внутреннее убранство церкви в 2015 году

Первым настоятелем антарктического храма стал 30-летний иеромонах Каллистрат (Романенко), насельник Троице-Сергиевой лавры, в прошлом — скитоначальник скита на острове Анзер в Соловецком архипелаге. Он провёл больше года на антарктическом острове, отбыв в Россию в марте 2005, после того как ему на смену прибыли два других иеромонаха той же лавры, отцы Гавриил (Богачихин) и Владимир (Петраков), чтобы также провести год в Антарктике.
С тех пор священники (лаврские иеромонахи) в церкви менялись каждый год, примерно по такому же графику, как и работники антарктических научных станций. Однако многие из них побывали на антарктическом посту неоднократно: на третий год (2006) антарктическим священнослужителем опять был о. Каллистрат, а на четвёртый (2007) — вновь о. Владимир, в этот раз с о. Сергием (Юриным). В 2014 году в храме служил отец Софроний (Кириллов), в 2015 году его сменили иеромонах Вениамин (Мальцев) и диакон Максим (Герб).
В число обязанностей священника входит духовное окормление персонала российской и других близлежащих станций и поминовение 64 российских полярников, погибших в ходе изучения Антарктиды.
Финансировал проект Пётр Задиров, в прошлом полярник и парашютист, чья авиакомпания Полюс уже с 1990-х годов доставляет грузы на полярные станции.
Церковь Святой Троицы — самый южный православный храм в мире. Южнее расположены только две часовни — часовня святого Иоанна Рыльского на болгарской станции «Святой Климент Охридский» (остров Смоленск) и часовня Святого равноапостольного князя Владимира на украинской станции «Академик Вернадский».

## Текущие события
29 января 2007 года в этом храме состоялось первое в Антарктике венчание россиянки Ангелины Жулдыбиной и чилийца Эдуардо Алиага Илабака, работающего на чилийской антарктической базе. 21-25 февраля храм посетил глава Синодального военного отдела Украинской православной церкви архиепископ Львовский и Галицкий Августин, совершивший молебен об успешной работе экспедиции на антарктической станции РАЕ 51 «Беллинсгаузен».
В феврале 2009 года к пятилетнему юбилею освящения храма, станцию Беллинсгаузен посетила делегация из Троице-Сергиевой лавры, включая нескольких священников, служивших на станции в течение этих 5 лет.
17 февраля 2016 года станцию «Беллинсгаузен» и храм посетил Патриарх Московский и всея Руси Кирилл. В общем зале станции Святейший Патриарх Кирилл пообщался с членами российской экспедиции, а также с сотрудниками других экспедиций, в том числе с полярниками с чилийской, китайской и других станций, пришедшими на встречу с Предстоятелем Русской Церкви. После беседы с полярниками Патриарх отметил особенность Антарктики объединять людей разных стран и религий: «Антарктида — это единственное место, где нет оружия, где нету никакой военной деятельности, где не ведётся никаких научных исследований, направленных на то, чтобы появились новые средства уничтожения людей. Это некий образ идеального человечества. И это свидетельство о том, что люди могут так жить: они могут жить без границ, без оружия, без враждебной конкуренции, сотрудничать и чувствовать себя членами одной семьи».
К Рождеству Христову 2020 года, в 200-летие открытия Антарктиды, Свято-Успенский Псково-Печерский монастырь передал храму иконы великомученика Пантелеимона со Святой Горы Афон и преподобных Вассы и Ионы.

## Прочие сведения
В 2007 году под городом Валдаем Новгородской области была освящена церковь во имя преподобного Сергия Радонежского, являющаяся точной копией церкви Святой Троицы.

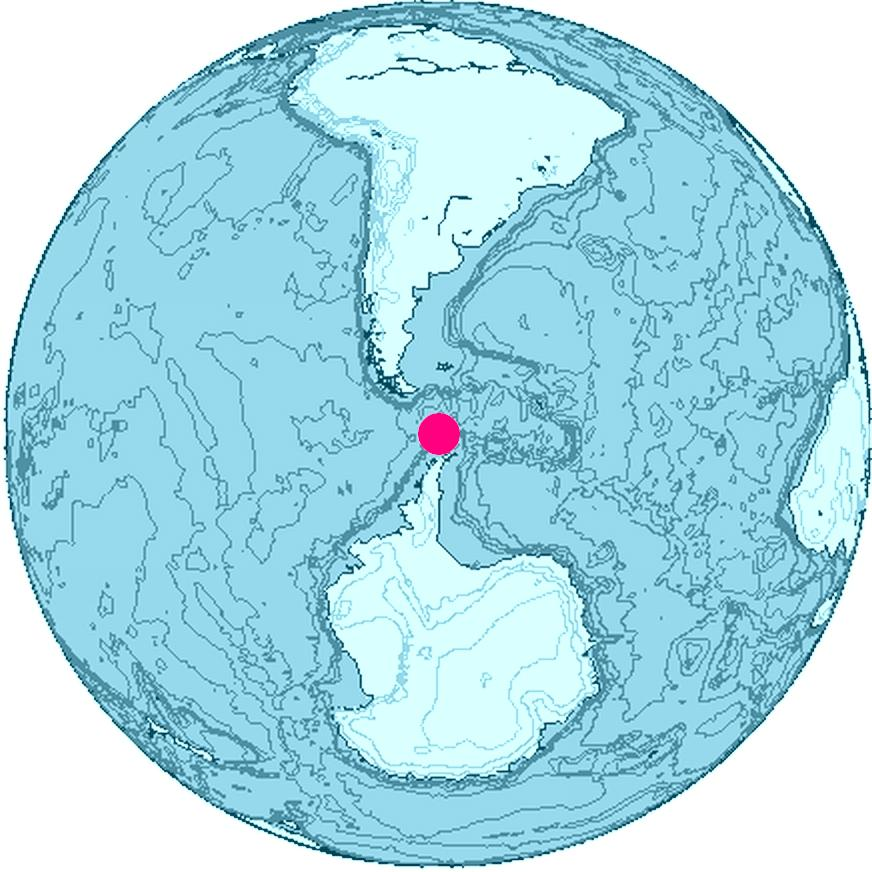
Местоположение острова Ватерлоо
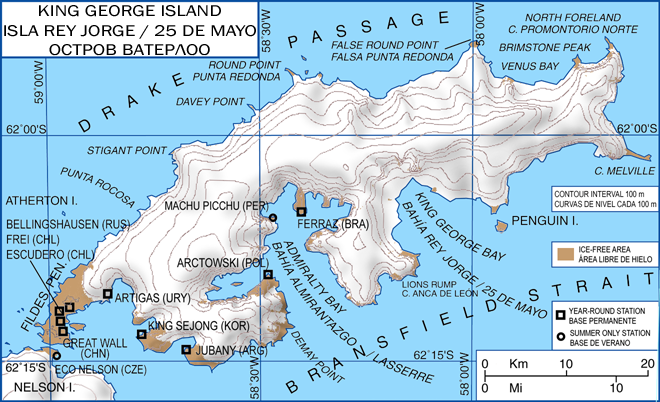
Англо-испаноязычная карта острова Ватерлоо
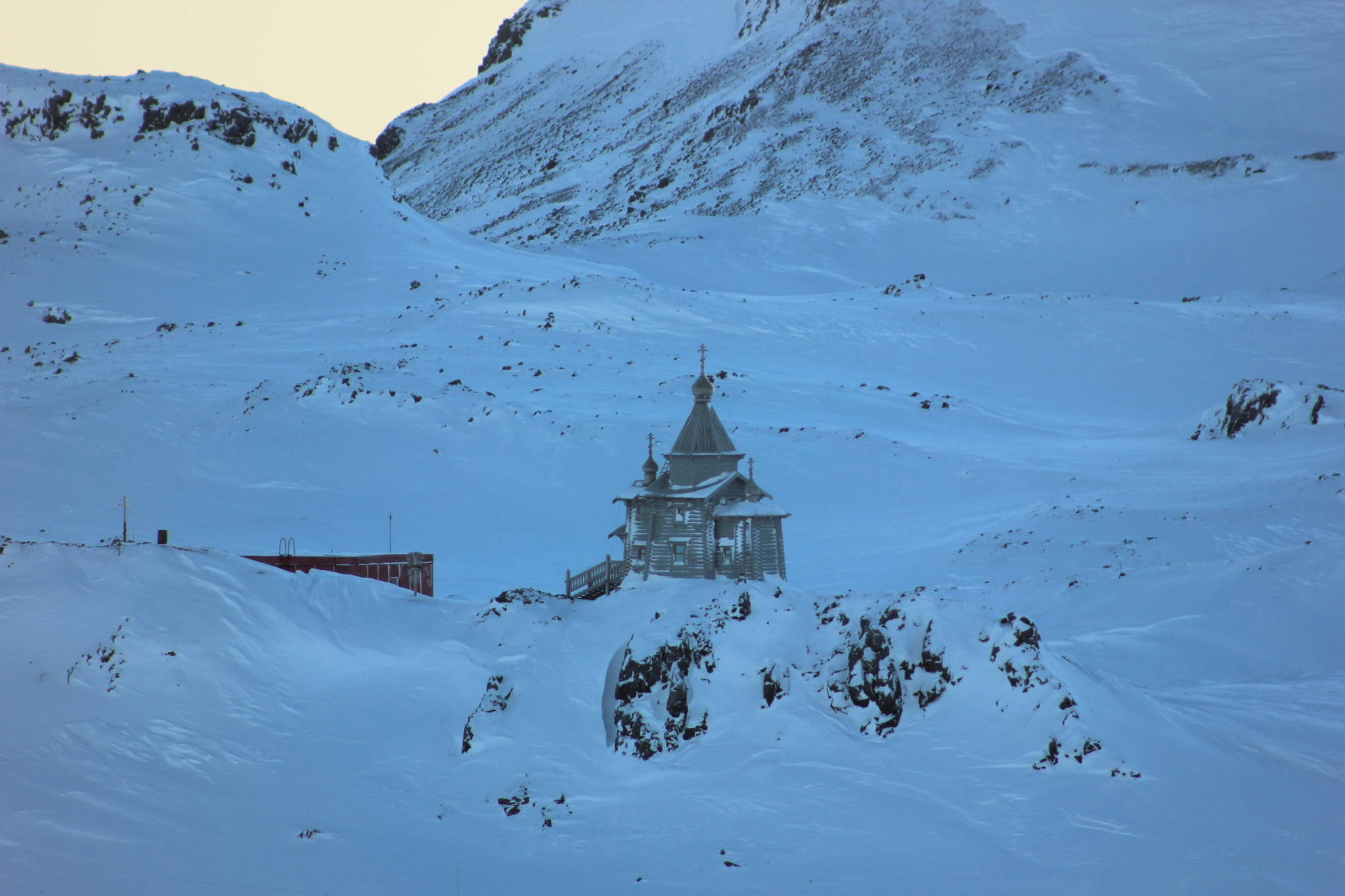
Вид с острова Ардли
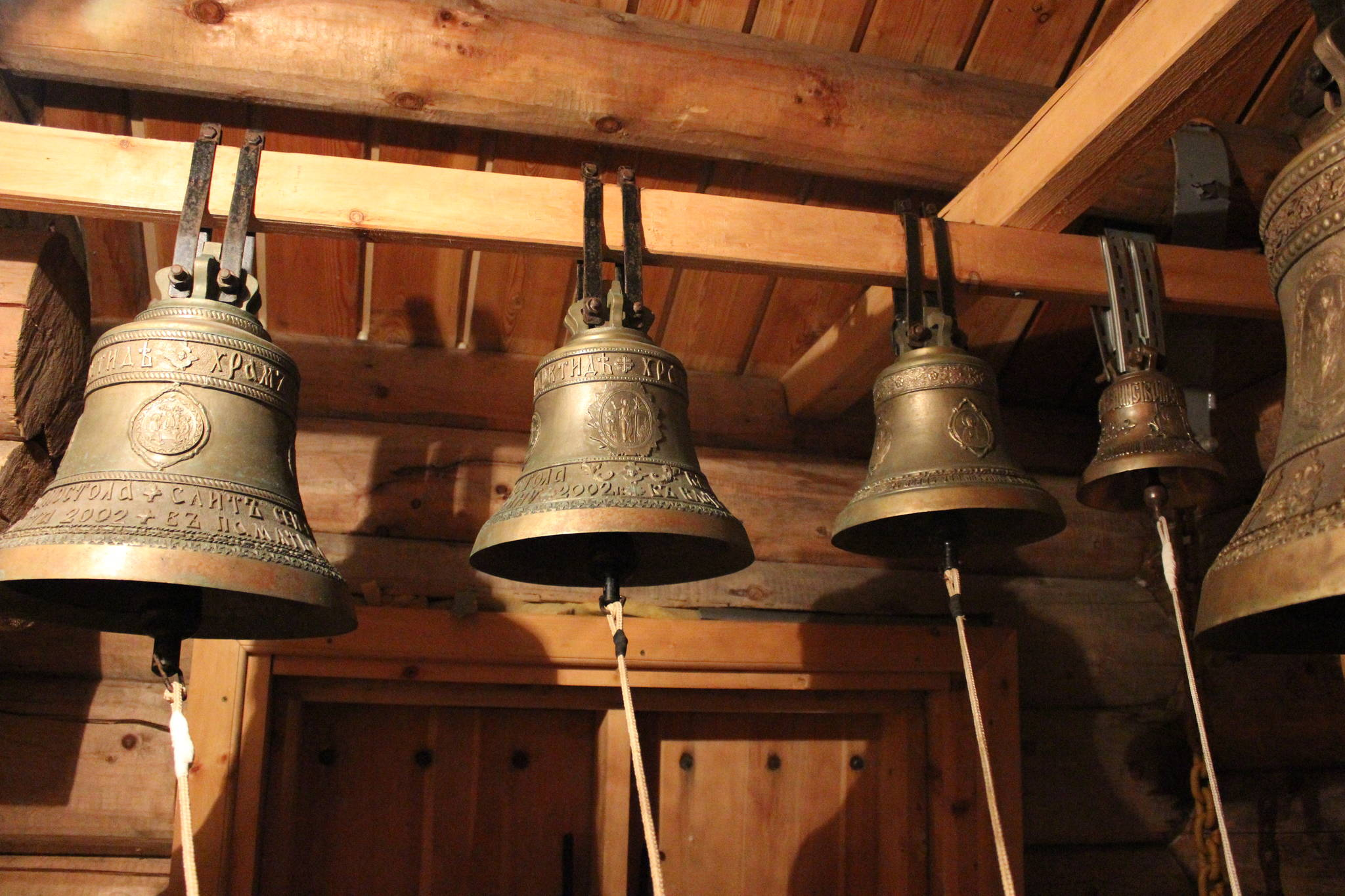
Колокола
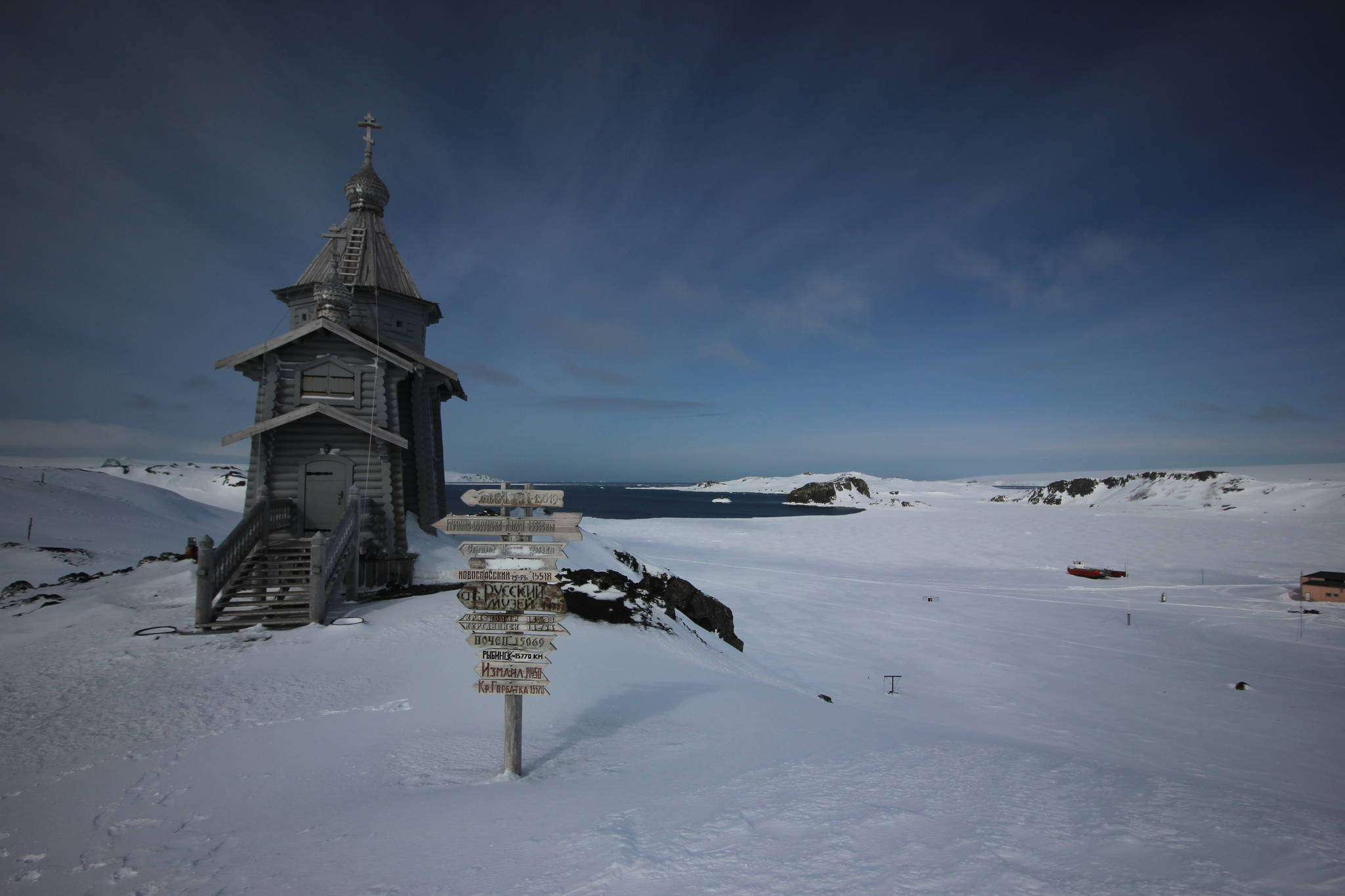